# HD 10780
HD 10780あるいはHR 511は、カシオペヤ座にある恒星である。見かけの等級は5.63と、暗いが肉眼でみることができる明るさである。年周視差を基に計算した太陽からの距離は32.8光年で、比較的近傍の恒星である。

## 特徴
| 太陽 | HD 10780  |
| ---- | --------- |
| 太陽 | Exoplanet |

HD 10780は、スペクトル型がK0 Vに分類される橙色主系列星である。年齢は、太陽とそう変わらない数十億年程度と推定される。質量は太陽の9割程度、半径は太陽の8割程度で、太陽と似ているが、太陽よりやや小さい恒星である。
HD 10780の金属量は、太陽とほぼ同じとみられるが、カルシウムイオンのH線・K線の強度比をみると、普段の太陽における極大時の10倍くらい彩層の寄与が強い。また、X線光度も太陽の極大時の10倍くらい高く、HD 10780は太陽よりかなり活動的な恒星とみられる。

### 変光
ヒッパルコス衛星による観測から、HD 10780の自転周期は約21.7日と求められている。同時に、この周期で振幅が0.05等級以下の変光をしていることも確認されている。自転周期と変光周期が同じなので、これは回転変光星の一種と考えられ、変光星総合カタログではりゅう座BY型変光星 (BY) に分類され、確定した変光星としてカシオペヤ座V987星という変光星名も付与されている。